# Министерство иностранных дел СССР
Министе́рство иностра́нных дел СССР — центральный орган государственного управления СССР в области внешней политики и международных отношений.
Союзно-республиканское Министерство создано 15 марта 1946 года путём преобразования из Народного комиссариата иностранных дел СССР. 
В 1946—1952 годах Министерство размещалось в Москве в бывшем доходном доме Первого Российского страхового общества (Улица Кузнецкий Мост, 21/5 — Большая Лубянка, 5/21).
14 ноября 1991 по решению не предусмотренного Конституцией Государственного Совета СССР на базе Министерства иностранных дел СССР было образовано Министерство внешних сношений СССР с приданием новообразованному ведомству части внешнеторговых функций. Однако, согласно п. 2 ст. 113 Конституции СССР принятие решения о реорганизации МИДа находилось в компетенции Верховного Совета СССР, который до распада СССР так и не внёс соответствующие поправки в Закон СССР от 1 апреля 1991 года № 2073-I «О перечне министерств и других центральных органов государственного управления СССР».

## Руководство

### Министры иностранных дел
- 19 марта 1946 — 4 марта 1949 — Молотов, Вячеслав Михайлович
- 4 марта 1949 — 5 марта 1953 — Вышинский, Андрей Януарьевич
- 5 марта 1953 — 1 июня 1956 — Молотов, Вячеслав Михайлович
- 1 июня 1956 — 15 февраля 1957 — Шепилов, Дмитрий Трофимович
- 15 февраля 1957 — 2 июля 1985 — Громыко, Андрей Андреевич
- 2 июля 1985 — 20 декабря 1990 — Шеварднадзе, Эдуард Амвросиевич
- 15 января — 28 августа 1991 — Бессмертных, Александр Александрович
- 28 августа — 18 ноября 1991 — Панкин, Борис Дмитриевич (не был утверждён Верховным Советом СССР[6][7][8], но фактически исполнял обязанности министра[9][10])

### 1-е заместители министра иностранных дел
- 1953—1957 — Громыко, Андрей Андреевич
- 1955—1977 — Кузнецов Василий Васильевич[11]
- 1957—1958 — Патоличев, Николай Семёнович
- 1977—1986 — Корниенко, Георгий Маркович
- 1977—1986 — Мальцев, Виктор Фёдорович
- 1986—1990 — Воронцов, Юлий Михайлович
- 1986—1991 — Ковалев, Анатолий Гаврилович
- 1988—1990 — Бессмертных, Александр Александрович
- 12 мая — 21 сентября 1991 — Квицинский, Юлий Александрович
- 21 сентября — 26 декабря 1991 — Петровский, Владимир Федорович

### Заместители министра иностранных дел
- 1946—1952 — Гусев, Фёдор Тарасович
- 1949—1951 — Лаврентьев, Анатолий Иосифович
- 1952—1953 — Подцероб, Борис Фёдорович
- 1957—1983 — Фирюбин, Николай Павлович
- 1960—1967 — Малик, Яков Александрович
- 1962—1965 — Лапин, Сергей Георгиевич
- 1965—1989 — Ильичёв, Леонид Фёдорович
- 1966—1983 — Козырев, Семён Павлович
- 1970—1978 — Родионов, Николай Николаевич
- 1971—1986 — Ковалев, Анатолий Гаврилович
- 1973—1982 — Земсков, Игорь Николаевич
- 1980—1985 — Стукалин, Виктор Фёдорович
- 1980—1986 — Рыжов, Никита Семёнович
- 1982—1991 — Комплектов, Виктор Георгиевич
- 1982—1987 — Капица, Михаил Степанович
- 1985—1988 — Логинов, Вадим Петрович
- 1985—1991 — Никифоров, Валентин Михайлович
- 1986—1988 — Бессмертных, Александр Александрович
- 1986—1990 — Адамишин, Анатолий Леонидович
- 1986—1991 — Петровский, Владимир Федорович
- 1986—1991 — Рогачёв, Игорь Алексеевич
- 1986—1991 — Чаплин, Борис Николаевич
- 1986—1991 — Обминский, Эрнест Евгеньевич
- 1988—1990 — Абоимов, Иван Павлович

## Структура
- 1-й отдел
- 4-й Европейский отдел: Польша, Чехословакия.
- 5-й Европейский отдел: Болгария, Венгрия, Румыния, Югославия, Албания, Греция и Кипр.

## Знаки различия
C 01.11.1943 г. началось ношение новой униформы Народного комиссариата иностранных дел, Посольств и Миссий СССР за границей. Специальные погоны для министра Иностранных дел СССР с вышитым изображением государственного герба были установлены после преобразования НКИД в МИД СССР 15.03.1946 г. (до этого Народный Комиссар носил знаки различия Чрезвычайного и полномочного посла). После упразднения знаков различия и формы одежды министерства в 1954 г., для некоторых категорий дипломатических работников сохранилась особая униформа, фактически как церемониальная (в соответствии с международным дипломатическим протоколом).
| Описание      | Знаки различия дипломатических работников Народного комиссариата иностранных дел, Посольств и Миссий СССР за границей | Знаки различия дипломатических работников Народного комиссариата иностранных дел, Посольств и Миссий СССР за границей | Знаки различия дипломатических работников Народного комиссариата иностранных дел, Посольств и Миссий СССР за границей | Знаки различия дипломатических работников Народного комиссариата иностранных дел, Посольств и Миссий СССР за границей | Знаки различия дипломатических работников Народного комиссариата иностранных дел, Посольств и Миссий СССР за границей | Знаки различия дипломатических работников Народного комиссариата иностранных дел, Посольств и Миссий СССР за границей | Знаки различия дипломатических работников Народного комиссариата иностранных дел, Посольств и Миссий СССР за границей | Знаки различия дипломатических работников Народного комиссариата иностранных дел, Посольств и Миссий СССР за границей | Знаки различия дипломатических работников Народного комиссариата иностранных дел, Посольств и Миссий СССР за границей | Знаки различия дипломатических работников Народного комиссариата иностранных дел, Посольств и Миссий СССР за границей | Знаки различия дипломатических работников Народного комиссариата иностранных дел, Посольств и Миссий СССР за границей | Знаки различия дипломатических работников Народного комиссариата иностранных дел, Посольств и Миссий СССР за границей |
| СССР · Погоны | | | | | | | | | | | | |
| ------------- | --- | --- | --- | --- | --- | --- | --- | --- | --- | --- | --- | --- |
| Ранг          | Чрезвычайный и полномочный посол в должности Министра Иностранных дел СССР (с 1946 г.)                                | Чрезвычайный и полномочный посол                                                                                      | Чрезвычайный и полномочный посланник 1 класса                                                                         | Чрезвычайный и полномочный посланник 2 класса                                                                         | Советник 1 класса | Советник 2 класса | Первый секретарь 1 класса                                                                                             | Первый секретарь 2 класса                                                                                             | Второй секретарь 1 класса                                                                                             | Второй секретарь 2 класса                                                                                             | Третий секретарь | Атташе |
| Примечание    | Отменены в 1954 г. | Отменены в 1954 г. | Отменены в 1954 г. | Отменены в 1954 г. | Отменены в 1954 г. | Отменены в 1954 г. | Отменены в 1954 г. | Отменены в 1954 г. | Отменены в 1954 г. | Отменены в 1954 г. | Отменены в 1954 г. | Отменены в 1954 г. |